# William Heffelfinger
William "Pudge" Walter Heffelfinger (20. december 1867 i Minneapolis – 2. april 1954 i Blessing) var en amerikansk footballspiller og træner. Han anses som den første professionelle footballdspiller.
Han modtog i 1872 500 $ for at spille en kamp.